# Alnwick Abbey
Alnwick Abbey var et kloster, der blev grundlagt i 1147 af Eustace fitz John til Præmonstratenserordenen nær Alnwick i England som et datterkloster af Newhouse Abbey i Lincolnshire. Det blev nedlagt i 1535 og opløst i 1539. Stedet, hvor klostret lå, ligger i Hulne Park langs floden Aln.
Det eneste, der står tilbage i dag, er portbygningen fra 1300-tallet, som er et Scheduled monument af 1. grad. Bygningen blev brugt i filmen Elizabeth fra 1998.

## Abbeder
| - Baldwin 1148-52 - Patrick 1152-67 - Richardus 1167 - post 1180 - Gilbertus 1197, + 1208 - Adam ? deposed 1208 - Galfridus, 1209 - Benedictus 1212 - Bartholomaeus 1219, 1222? - Petrus 1224-39 - Walter ante 1245, 1246 - Reginaldus 1249-50 - Richardus? 1250 - Wilhelmus de Alnmouth 1269-75 - Thomas de Kirkeby 1283-84 - Alanus de Staunford 1289-1304 - Thomas 1310 - Joannes de Otteley 1224-39 - Joannes de Alnwick 1340-50 | - Henricus de Bamburgh 1353-54 - Walter res. 1362 - Robertus de Rothbury 1362, 1364 - Walter de Heppescotes 1376, 1390 - Christophorus 1400 - Wilhelmus Kok 1404-07 - Thomas 1420 - Joannes 1437 - Wilhelmus 1457 - Thomas Alnwick 1475-90 - Patricius Calle elect. 1491- 1497 - Robert Bowman, 1497, 1502 - Georgius 1506 - Matthias Mackerell 1519-22 - Robertus 1525-30 - Roger Acton 1531 - William Harrison, 1532–40 |